# Inspektionsskibet Thor
Thor blev bygget i England som trawler til et dansk-islandsk fiskeriselskab i 1899. Overtaget af Landbrugsministeriet i 1907 og anvendt som havundersøgelsesskib. Overtaget af Marinen i 1914. Maskineriet var på 325 HK.

## Tekniske data

### Generelt
- Længde: 35,1 m
- Bredde:  6,4 m
- Dybgang: 3,4 m
- Deplacement: 205 tons

### Armering
- Artilleri: 1 styk 47 mm kanon.

## Tjeneste
- Overtaget i 1914 og anvendt som vagtskib ved Drogden-renden i Øresund 1914-18. Udgået i 1920. Fra 1922 anvendt af den islandske fiskeriinspektion. Strandet og slået til vrag i 1929.